# Верхньоназаровське
Верхньоназаровське (рос. Верхненазаровское; адиг. Ышъхьагърэ Назаров) — село Красногвардійського району Адигеї Росії. Входить до складу Садовського сільського поселення.
Населення — 564 особи (2015 рік).